# Sensus studieförbund
Sensus studieförbund är ett svenskt studieförbund.

## Historik
Sensus studieförbund bildades i maj 2002 genom samgående mellan KFUK-KFUM:s studieförbund och Sveriges Kyrkliga Studieförbund (SKS). 2004 uppgick Tjänstemännens Bildningsverksamhet (TBV) i Sensus. Sensus har 32 medlemsorganisationer, däribland Svenska kyrkan, Scouterna, Svenska muslimer för fred och rättvisa och KFUK-KFUM Sverige. Sensus har dessutom samarbetsavtal med ett flertal TCO-förbund, Makalösa föräldrar, Amnesty, Röda Korsets ungdomsförbund med flera. Det muslimska studieförbundet Ibn Rushd och Kulturens Bildningsverksamhet växte fram inom Sensus och är nu självständiga. Sensus är en ideell förening med riksförbund och sex regioner. Förbundsordförande 2023 är Kerstin Kyhlberg Engvall och förbundsrektor är Fredrik Hedlund.
Sensus organiserar musikverksamheter har över 40 egna musikhus med replokaler och studios. 
Sensus är huvudman för MR-fonden (Fonden för mänskliga rättigheter). Tillsammans med andra parter är Sensus huvudman för bland annat Sigtuna folkhögskola och Arbetets museum. De erhöll 163.207.500 kr i statsbidrag 2017. Totalt fick studieförbunden 1.593.305.300 kr i statsbidrag 2017

## Medlemsorganisationer
- Amningshjälpen
- Bröstcancerförbundet
- Credo
- EFS
- Frisk och Fri Riksförbundet mot ätstörningar
- Svenska kyrkans anställda i Sjukhuskyrkan
- Individuell Människohjälp
- KFUM Sverige
- Kvinnor för mission
- Kvinnor i Svenska kyrkan
- Kyrkans Akademikerförbund
- Kyrkomusikernas Riksförbund
- Mandeiska Sabeiska Samfundet
- RFHL, Riksförbundet för Rättigheter, Frigörelse, Hälsa och Likabehandling
- Riksförbundet Ekumeniska grupperna för kristna homo- bisexuella
- Riksförbundet Sveriges Lottakårer
- Riksförbundet för Suicid Prevention och Efterlevandes Stöd|Riksorganisation för SuiciPrevention och Efterlevandes Stöd-SPES
- Scouterna
- Shedo
- S:t Georgs Scoutgillen i Sverige
- Sigstunastiftelsen
- Spädbarnsfonden
- Stiftelsen för Sverige och Kristen Tro
- Svenska kyrkans arbetsgivarorganisation
- Svenska kyrkans Lekmannaförbund
- Svenska Kyrkans Unga
- Svenska muslimer för fred och rättvisa
- Sveriges konstföreningar
- Sveriges Kyrkosångsförbund
- Sveriges Syriska Riksförbund
- Y´s Men International Region Sweden

## Samarbetsparter
- Bibliodramasällskapet i Sverige
- Brottsofferjouren Sverige
- Fackförbundet ST
- Finansförbundet
- Försvarsförbundet
- Kvinna till Kvinna
- Lärarförbundet
- Läxhjälpen
- Polisförbundet
- Rädda Barnen
- Röda Korsets Ungdomsförbund
- Svensk Live
- Svenska Oberoende Musikproducenter, SOM
- Sveriges kristna råd
- Sveriges Makalösa Föräldrar
- TCO
- Vision
- Vårdförbundet

## Regioner
Sensus studieförbund består av följande regioner:
- Sensus region Svealand
- Sensus region Norrland
- Sensus region Västra Sverige
- Sensus region Östra Götaland
- Sensus region Skåne-Blekinge
- Sensus region Stockholm-Gotland

## Ordförande
Ordförande i Sensus studieförbund:

### Sensus studieförbund (2002-)
- Michael Ekdahl (2002-2015)
- Solveig Ininbergs (2015-2021)
- Kerstin Kyhlberg Engvall (2021-)

## Nationell verksamhetsutvecklare för kör
- 2002–2008: Kjell Bengtsson
- 2008–2016: Marit Zetterström
- 2016–2023: Lisa Carr

## Publikationer (urval)
- 2012 – Barnets rätt: en bok om barnkonventionen av Hanna Gerdes och Emma Fagerstrand.[3]

- 2012 – Musik ska byggas utav glädje: om att skapa en tillgänglig musikglädje av Kerstin Börjesson.[4]

- 2015 – Tillsammans, att starta och leda en demokratisk förening av Aster Boberg, Yasin Ahmed och Katharina Persson.[5]

- 2016 – Martin Luther frihetens profet: en samtalsbok av Yvonne Iversen.[6]